# Brimin Kipruto
Brimin Kiprop Kipruto (Korkitony, 1985. július 31. –) olimpiai és világbajnok kenyai középtávfutó.

## Pályafutása
A 2001-es debreceni ifjúsági atlétikai világbajnokságon ezüstérmet szerzett 3000 méteres akadályfutásban. 2004-ben a junior világbajnokságon az 1500 méteres síkfutáson indult, ahol harmadik helyezést ért el.
Második lett 2004-ben hazája olimpiai válogatóján, majd az olimpián is a második helyet sikerült megszereznie 3000 méteres akadályfutásban. 2005-ben a világbajnokságon ugyanebben a számban bronzérmes lett. A következő, 2007-es világbajnokságot megnyerte Oszakában, és a 2008-as pekingi olimpián sem talált legyőzőre.
Kipruto 176 cm magas, versenysúlya 54 kg.

## Egyéni csúcsai
| Versenyszám         | Eredmény | Dátum                | Hely      |
| ------------------- | -------- | -------------------- | --------- |
| 1500 m síkfutás     | 3:35,23  | 2006. július 25.     | Stockholm |
| 3000 m síkfutás     | 7:47,33  | 2006. május 12.      | Doha      |
| 2000 m akadályfutás | 5:36,81  | 2001. július 15.     | Debrecen  |
| 3000 m akadályfutás | 8:02,89  | 2007. szeptember 14. | Brüsszel  |